# Raul Cabral Guedes
Raul Cabral Guedes (Santos, 26 de fevereiro de 1910 - Santos, 20 de abril de 1988) foi um futebolista brasileiro que atuava como atacante.
É um dos 15 maiores artilheiros da história do Santos Futebol Clube, com 120 gols.

## Carreira
Um dos onze filhos de Benjamin e Alzira, assim como todos os homens da família, começou a jogar futebol no Brasil Futebol Clube, de Santos, onde ficou por cinco anos.
Pelo seu retrospecto de gols, foi levado ao Atlas Flamengo, onde iniciou no segundo quadro, mas pouco tempo depois já estava no time principal.
Voltou ao Brasil para ser campeão santista em 1928.
Chegou a fazer testes no São Paulo em 1931, mas, por meio do irmão Armandinho, foi levado ao Santos.
Iniciou pelo Santos em fevereiro de 1933, marcando dois gols na estreia. Foi de Raul o último gol santista no amadorismo, no amistoso contra o Ypiranga. Marcou 26 gols nos dois primeiros anos de clube, em 33 jogos.
Em 1935, foi fundamental na conquista do Campeonato Paulista, mesmo ficando afastado por indisciplina durante boa parte da campanha, voltou no último jogo, fez um gol, deu passe para outro e ajudou o Santos a vencer o Paulistão pela primeira vez em sua história. O artilheiro contou, dias depois, que ficou “tonto de alegria” e que sentiu o campo girar em torno de si. Pelo título, embolsou 500 mil réis.
Comemorando a conquista do título Paulista, o Santos foi a Salvador para enfrentar o Bahia, campeão baiano daquele ano, em amistoso realizado em 2 de abril de 1936, que valia a Taça Prefeitura Municipal de Salvador, vencido pelo Peixe por 2 a 0 com dois gols de Raul. Fez mais gols em 1936 e neste mesmo ano foi contratado pelo Fluminense. Pelo Tricolor, marcou 15 gols em 12 jogos no Campeonato Carioca daquele ano e ajudou o clube a levantar a taça, sendo o segundo maior artilheiro do time na competição.
No ano seguinte, foi contratado pelo Vasco. Em 19 jogos pelo cruzmaltino, foram 15 gols marcados.
Com ajuda do empresário Fernando Giudicelli, ex-jogador de futebol, Raul conseguiu um contrato para jogar no Cercle Athlétique de Paris, da França, onde uma nova certidão de nascimento foi emitida e agora, chamava-se Raul Sandreau (pronuncia-se Sandrô) e era filho de franceses. Pela falsificação da documentação, Raul chegou a ser preso, porém confessou toda a farsa e respondeu o processo em liberdade.
Com o surgimento da Segunda Guerra Mundial, voltou ao Brasil e assinou contrato com o Santos. Reestreou no dia 14 de fevereiro de 1939 e marcou dois gols na vitória de 3×0 sobre o Bangu, em amistoso.
Em 30 de abril de 1939, participou do jogo que o clube santista atingiu a marca de 2.000 gols marcados, uma vitória sobre o Ypiranga baiano pelo placar de 3×0 no Estádio da Graça, em Salvador, onde também marcou um gol.
Deixou o Santos em 1942 e no último jogo, também fez gol, na vitória contra o Hespanha (atual Jabaquara) por 3×0, com Raul marcando um dos gols na Vila.
Raul foi o goleador máximo do Santos nos anos de 1936 (36 gols), 1939 (22 gols) e 1940 (13 gols). Somando as duas passagens, Raul marcou 120 gols em 131 partidas pelo Peixe, sendo 85 deles na Vila Belmiro.
Se transferiu para a Portuguesa Santista e sua estreia foi na última partida do Palestra Itália, que mudou o nome para Palmeiras por conta dos desdobramentos da Segunda Guerra Mundial.
Em 1943, assumiu como treinador da Portuguesa Santista, a pedido do irmão Armandinho, diretor do clube, mas ficou apenas três jogos.
No ano seguinte, foi trabalhar no interior de São Paulo, com café, mas, atendendo o pedido de amigos, disputou algumas partidas pelo Bandeirante de Birigui.

### Títulos
Brasil FC
- Campeonato Santista: 1928

Santos
- Campeonato Paulista: 1935[5]

Fluminense
- Campeonato Carioca: 1936[19]

## Morte
Aos 78 anos, Raul faleceu às 15 horas do dia 20 de abril de 1988, no hospital Casa de Saúde, em Santos.